# 圣让德尼奥斯特
圣让德尼奥斯特（法語：Saint-Jean-de-Niost，法語發音：[sɛ̃ ʒɑ̃ də njɔst]）是法国安省的一个市镇，位于该省南部，属于贝莱区。

## 地理
圣让德尼奥斯特（45°50'24"N, 5°13'7"E）面积14.19 平方千米，位于法国奥弗涅-罗讷-阿尔卑斯大区安省，该省份为法国东部省份，北起汝拉省，西北接索恩-卢瓦尔省，西接罗讷省和里昂大都会，南至伊泽尔省，东与萨瓦省、上萨瓦省和瑞士接壤。
与圣让德尼奥斯特接壤的市镇（或旧市镇、城区）包括：贝利尼厄、布利、安河畔沙尔诺兹、洛耶特、佩鲁日、圣莫里斯德古尔当、圣维尔巴。
圣让德尼奥斯特的时区为UTC+01:00、UTC+02:00（夏令时）。

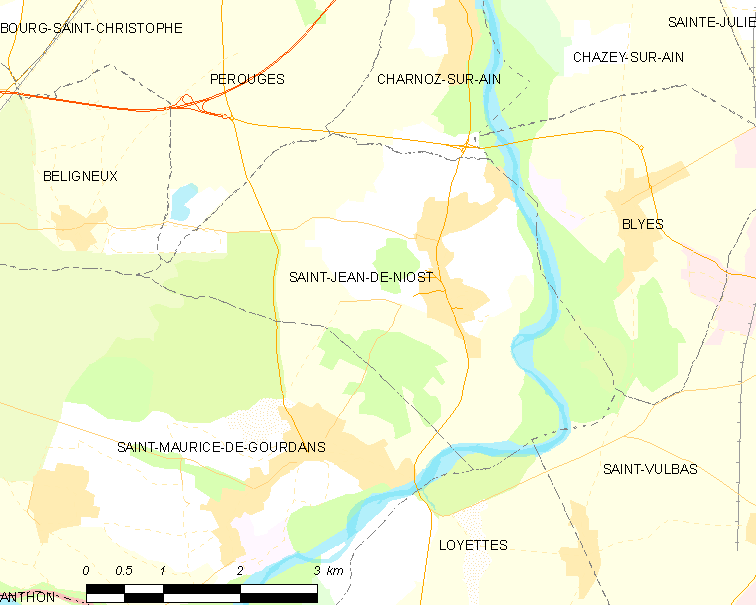
圣让德尼奥斯特的OSM定位图

## 行政
圣让德尼奥斯特的邮政编码为01800，INSEE市镇编码为01361。

## 政治
圣让德尼奥斯特所属的省级选区为拉尼约县。

## 人口

1962-2008年间圣让德尼奥斯特人口变化图示

圣让德尼奥斯特于2022年1月1日时的人口数量为1862人。